# Wonhyo
Wônhyo (원효,  元曉, la  première aube) est un des plus grands penseurs et commentateurs dans le bouddhisme coréen ; il a contribué à introduire cette religion en Corée. Auteur de nombreux ouvrages, ce moine chercha à unifier les différents courants du bouddhisme et présenta la philosophie de hwajaeng, l'harmonie des disputes. Il parcourut aussi le pays de Silla pour populariser ses idées chez les gens ordinaires et s'aida du chant et de la danse. 

## Biographie
Wônhyo est né en 617 sous le nom de Seol Seo-dang. Après avoir cherché à devenir un membre de la confrérie militaire des hwarangs et avoir vu ses amis mourir à la guerre, il s'engagea dans le bouddhisme au temple Hwangryong de Gyeongju. Il tenta par deux fois d'aller parfaire ses connaissances en Chine. Il s'est fiancé ensuite avec la fille du roi Muyeol, la princesse Yoseok, qui lui donna un fils en 655, Seol Chong. Il les quitta cependant rapidement pour revenir à la religion. Wonhyo est mort en 686.

### Contexte
Pendant des siècles, le taoïsme s'est répandu et implanté à un niveau populaire par son côté ésotérique lié aux recherches de santé, voire d'immortalité. Avant Wônhyo, de nombreux moines coréens sont partis en Chine et en Inde pour marcher sur les traces du Bouddha et y chercher une expérience religieuse individuelle, une source de réflexion notamment par l'étude des écritures bouddhistes. Bouddha avait réagi contre l'hindouisme trop métaphysique et abstrait afin d'ouvrir un chemin de salut pour tous les hommes. Le prince Siddharta prit conscience de la pauvreté, de la vieillesse et de la mort, c'est-à-dire de la condition humaine par-delà les oublis et les divertissements. 

### Cheminement
Mais, alors qu'il était en route pour la Chine avec le moine Uisang, Wônhyo n'est pas allé en Inde ni en Chine, il a conduit par lui-même cette recherche du Bouddha et fait l'expérience de son enseignement en se préoccupant d'améliorer la condition difficile de ses concitoyens. Il a cherché à réconcilier la vie religieuse et la vie laïque, la logique et la foi, les textes et l'illumination. Ses écrits reflètent une passion pour l'unité. Parmi ses œuvres nombreuses et volumineuses : Commentaire de l'Avatamasaka-sutra, Commentaire du Vajrasamadhi-sutra, Commentaire de l'Éveil à la foi, Traité sur les dix voies d'approche de la réconciliation des disputes doctrinales.